# FTSE 250 지수
FTSE 250 지수(FTSE 250 Index)는 런던 증권거래소에 상장된 101~350번째로 큰 규모의 기업들을 이루는 지수이다. 3월, 6월, 9월, 12월마다(즉, 분기마다) 지수의 기업이 승급되거나 강등된다. 이 지수는 실시간으로 계산되며 분마다 게시된다.
관련 지수로는 FTSE 100 지수 (최대 100개 기업), FTSE 350 지수 (FTSE 100과 250을 합쳐놓은 것), FTSE 스몰캡 인덱스, FTSE 올셰어 인덱스 (FTSE 100 지수, FTSE 250 지수, FTSE 스몰캡 인덱스의 누적)가 있다.
이 지수에 속한 기업들 상당수가 투자신탁이다. 2008년 9월 30일 기준으로, FTSE 250 지수의 순 시가총액은 £1610억 (FTSE 100 지수의 13%.)이다.

## 같이 보기
- FTSE 100 지수